# Shunta Awaka
Shunta Awaka (født 7. februar 1995) er en japansk fodboldspiller.
Han har spillet for flere forskellige klubber i sin karriere, herunder Hokkaido Consadole Sapporo og SC Sagamihara.